# 3607 Naniwa
3607 Naniwa è un asteroide della fascia principale. Scoperto nel 1977, presenta un'orbita caratterizzata da un semiasse maggiore pari a 2,2464055 UA e da un'eccentricità di 0,0688702, inclinata di 2,84066° rispetto all'eclittica.
Dal 11 luglio al 5 novembre 1987, quando 3683 Baumann ricevette la denominazione ufficiale, è stato l'asteroide denominato con il più alto numero ordinale. Prima della sua denominazione, il primato era di 3554 Amun.
L'asteroide è dedicato alla città giapponese di Osaka, tramite il nome che aveva in antichità.